# Neoconis
Neoconis is een geslacht van insecten uit de familie van de dwerggaasvliegen (Coniopterygidae), die tot de orde netvleugeligen (Neuroptera) behoort.

## Soorten
- N. amazonica Meinander, 1983
- N. bifurcata Meinander, 1974
- N. bispina Meinander, 1972
- N. brasiliensis Meinander, 1980
- N. cubana (Banks, 1938)
- N. dentata Meinander, 1972
- N. garleppi (Enderlein, 1906)
- N. gelesae Monserrat, 1981
- N. inexpectata Meinander, 1972
- N. insulana (Meinander, 1974)
- N. marginata Meinander, 1972
- N. pistrix (Enderlein, 1906)
- N. presai Monserrat, 1983
- N. tubifera Meinander, 1980
- N. unam Monserrat, 1985
- N. unicornis Meinander, 1990